# Ânderson Miguel da Silva
Ânderson Miguel da Silva, meglio noto come Nenê (Sorocaba, 28 luglio 1983), è un calciatore brasiliano, attaccante dell'AVS.
Il soprannome Nenê gli fu dato dalla nonna che non sapeva pronunciare Ânderson, il suo vero nome.

## Caratteristiche tecniche
Nenê è un attaccante completo, in grado di calciare sia con il destro che con il sinistro. È dotato di una buona progressione e si occupa spesso della battuta dei calci piazzati. Ha un tiro preciso e potente, ma può colpire la palla anche in maniera più morbida. La sua caratteristica più evidente è il colpo di testa; è molto abile anche nei dribbling ed è dotato di ottima tecnica individuale. Come tipo di giocatore ricorda Mário Jardel.

## Carriera

### Gli inizi in Brasile
Dopo aver fatto, da adolescente, il controllore sugli autobus, inizia a giocare a calcio a 18 anni nei campionati minori brasiliani vestendo le maglie di São Bento e Riachuelo. Nel 2006 raggiunge la massima divisione del campionato brasiliano con il Santa Cruz. Nel 2007 passa al Cruzeiro e nel 2008 viene ceduto in prestito all'Ipatinga.

### Nacional de Madeira
Nell'estate del 2008 viene acquistato dai portoghesi del Nacional di Madera. Esordisce in campionato il 24 agosto nella trasferta contro il Leixões vinta dalla sua squadra per 1-3 e il 22 settembre mette a segno la sua prima rete contro il Vitória Guimarães. Con gli Alvinegros disputa una stagione molto positiva, segnando 20 gol (di cui 8 di testa) in 28 presenze nella Primeira Liga e vincendo il titolo di capocannoniere. La squadra si piazza inoltre al quarto posto dietro a Porto, Sporting e Benfica, qualificandosi così all'Europa League.

### Cagliari
Il 19 giugno 2009 il Cagliari, attraverso le parole del presidente Massimo Cellino, conferma il prossimo acquisto dell'attaccante, ufficializzato pochi giorni dopo: il costo dell'operazione è di circa 4,5 milioni di euro. I suoi primi mesi nel campionato italiano sono positivi: il 23 settembre 2009 realizza allo stadio San Nicola di Bari il primo gol in Serie A, regalando ai sardi i tre punti contro la formazione pugliese.
Il 1º novembre 2009 realizza contro l'Atalanta la sua prima doppietta nella massima serie italiana e il 29 novembre 2009 segna un gol con un tiro d'esterno da fermo e da posizione defilata fuori area nella partita Cagliari-Juventus (2-0), tiro che si insacca all'incrocio dei pali, battendo Buffon. Termina la stagione con 33 presenze condite da 8 gol.
Il 12 dicembre 2010 Nenê realizza la sua prima tripletta in Serie A al Catania allo stadio Sant'Elia dove la partita termina con un risultato di 3-0 per i sardi. Nella sua seconda stagione colleziona 27 presenze, andando a segno 6 volte.
Nel novembre del 2011 si infortuna riportando uno strappo muscolare al bicipite femorale sinistro in occasione della gara contro l'Inter. Infortunio che lo costringe a restar fermo quattro mesi pregiudicando il suo andamento nella stagione 2011-2012, nella quale realizza una sola rete su calcio di rigore nella gara del 26 ottobre contro il Cesena (1-1).
Il 7 ottobre 2012 segna su calcio di rigore la sua prima rete del campionato 2012-2013 durante l'incontro Torino-Cagliari, terminato 0-1 in favore dei rossoblù. Il 31 ottobre 2012 sigla la sua terza doppietta in Serie A nella sfida casalinga contro il Siena conclusasi con il punteggio di 4-2. Conclude il campionato con 23 presenze e 3 gol.
Il 1º dicembre 2013, dopo un avvio di stagione difficile, si sblocca segnando l'importante rete che accorcia le distanze nella partita interna contro il Sassuolo, infine pareggiata per 2-2. Si ripete il 21 dicembre nell'incontro casalingo contro il Napoli conclusosi col risultato di 1-1, siglando il gol del momentaneo vantaggio al 9' di gioco, ma cinque minuti dopo è costretto al lasciare il campo a causa di un infortunio. A fine stagione si svincola dal Cagliari dopo cinque stagioni, con 124 match disputati e 23 reti segnate in campionato.

### Verona e Spezia
Il 25 luglio 2014 firma per il Verona. In gialloblù disputa 9 incontri di campionato nella prima parte della stagione, realizzando solo un gol negli ottavi di Coppa Italia contro la Juventus nella sconfitta per 6-1.
Il 28 gennaio 2015 passa in prestito allo Spezia, compagine del campionato di Serie B. Segna il primo gol con lo Spezia il 21 febbraio 2015 nel match in casa contro il Modena. Il 23 luglio 2015 viene ceduto a titolo definitivo allo Spezia.

### Bari
Il 13 luglio 2017, dopo essersi svincolato dallo Spezia, si accorda con il Bari. Esordisce ufficialmente nella squadra pugliese nell'agosto 2017, in Coppa Italia, in cui sigla la rete della vittoria (2-1) contro la Cremonese nel terzo turno. Il primo gol in campionato lo mette a segno il 16 dicembre 2017 in Perugia-Bari 1-3.

### Approdo in Portogallo
Nenê è ritornato in Portogallo l'8 agosto 2018 dopo 8 anni dall'ultima volta, firmando un contratto annuale per la Moreirense, con l'opzione di rinnovo automatico. Il marzo seguente, l'opzione di rinnovo è stata attuata.
Il 5 settembre 2020, il brasiliano ha firmato per il Leixões Sport Club, militante nella Segunda Liga. Nella stagione 2020-2021, timbrerà per 10 volte in 34 gare di campionato.
Il 28 agosto 2021, Nenê ha firmato per la Vilafranquense. A fine stagione, il giocatore deciderà di rinnovare fino al 2024 all'età di 39 anni.

## Statistiche

### Presenze e reti nei club
Statistiche aggiornate al 30 aprile 2018.
| Stagione          | Squadra           | Campionato        | Campionato | Campionato | Coppe nazionali | Coppe nazionali | Coppe nazionali | Coppe continentali | Coppe continentali | Coppe continentali | altre coppe | altre coppe | altre coppe | totale | totale | totale |
| Stagione          | Squadra           | Comp              | Pres       | Reti       | Comp            | Pres            | Reti            | Comp               | Pres               | Reti               | Comp        | Pres        | Reti        | Pres   | Reti   |        |
| ----------------- | ----------------- | ----------------- | ---------- | ---------- | --------------- | --------------- | --------------- | ------------------ | ------------------ | ------------------ | ----------- | ----------- | ----------- | ------ | ------ | ------ |
| 2004              | Riachuelo         | A1/SE             | 28         | 14         | -               | -               | -               | -                  | -                  | -                  | -           | -           | -           | 28     | 14     |        |
| 2006              | Santa Cruz        | A                 | 22         | 9          | -               | -               | -               | -                  | -                  | -                  | -           | -           | -           | 22     | 9      |        |
| 2007              | Cruzeiro          | A                 | 9          | 6          | -               | -               | -               |                    | -                  | -                  | -           | -           | -           | 9      | 6      |        |
| 2008              | Ipatinga          | A                 | 6          | 4          | -               | -               | -               | -                  | -                  | -                  | -           | -           | -           | 6      | 4      |        |
| 2008-2009         | Nacional          | PL                | 28         | 20         | CP+CdL          | 5+4             | 2+1             | -                  | -                  | -                  | -           | -           | -           | 37     | 23     |        |
| 2009-2010         | Cagliari          | A                 | 33         | 8          | CI              | 1               | 0               | -                  | -                  | -                  | -           | -           | -           | 34     | 8      |        |
| 2010-2011         | Cagliari          | A                 | 27         | 6          | CI              | 2               | 2               | -                  | -                  | -                  | -           | -           | -           | 29     | 8      |        |
| 2011-2012         | Cagliari          | A                 | 18         | 1          | CI              | 1               | 1               | -                  | -                  | -                  | -           | -           | -           | 19     | 2      |        |
| 2012-2013         | Cagliari          | A                 | 23         | 3          | CI              | 0               | 0               | -                  | -                  | -                  | -           | -           | -           | 23     | 3      |        |
| 2013-2014         | Cagliari          | A                 | 23         | 5          | CI              | 1               | 0               | -                  | -                  | -                  | -           | -           | -           | 24     | 5      |        |
| Totale Cagliari   | Totale Cagliari   | Totale Cagliari   | 124        | 23         |                 | 5               | 3               |                    | -                  | -                  |             | -           | -           | 129    | 26     |        |
| 2014-gen. 2015    | Verona            | A                 | 8          | 0          | CI              | 3               | 1               | -                  | -                  | -                  | -           | -           | -           | 11     | 1      |        |
| gen.-giu. 2015    | Spezia            | B                 | 15+1       | 4          | CI              | 0               | 0               | -                  | -                  | -                  | -           | -           | -           | 16     | 4      |        |
| 2015-2016         | Spezia            | B                 | 28+2       | 11         | CI              | 5               | 0               | -                  | -                  | -                  | -           | -           | -           | 35     | 11     |        |
| 2016-2017         | Spezia            | B                 | 17+1       | 4+1        | CI              | 2               | 1               | -                  | -                  | -                  | -           | -           | -           | 20     | 6      |        |
| Totale Spezia     | Totale Spezia     | Totale Spezia     | 60+4       | 20         |                 | 7               | 1               |                    | -                  | -                  |             | -           | -           | 71     | 21     |        |
| 2017-2018         | Bari              | B                 | 24+1       | 6+1        | CI              | 3               | 2               | -                  | -                  | -                  | -           | -           | -           | 28     | 9      |        |
| 2018-2019         | Moreirense        | PL                | 26         | 3          | CP+CdL          | 2+0             | 0               | -                  | -                  | -                  | -           | -           | -           | 28     | 3      |        |
| 2019-2020         | Moreirense        | PL                | 26         | 4          | CP+CdL          | 1+1             | 0               | -                  | -                  | -                  | -           | -           | -           | 28     | 4      |        |
| Totale Moreirense | Totale Moreirense | Totale Moreirense | 52         | 7          |                 | 4               | 0               |                    | -                  | -                  |             | -           | -           | 56     | 7      |        |
| 2020-2021         | Leixões           | SL                | 30         | 8          | CP              | 1               | 0               | -                  | -                  | -                  | -           | -           | -           | 11     | 4      |        |
| Totale carriera   | Totale carriera   | Totale carriera   | 376        | 114        |                 | 32              | 9               |                    | -                  | -                  |             | -           | -           | 408    | 123    |        |

## Palmarès

### Individuale
- Capocannoniere della Primeira Liga: 1

2008-2009 (20 gol)